# Karl Blossfeldt
Karl Blossfeldt (Schielo, 1865. június 13. – Berlin, 1932. december 9.), német fotográfus, aki növényekről és azok részeiről (hajtásokról, levelekről, virágokról, termésekről) készített közeli felvételeiről ismert.  

## Élete
1881-ben kezdte meg tanulmányait a németországi Mägdesprung művészeti vasgyárában és öntödéjében, ahol szobrászatot és vasöntést tanult. Ezután Berlinbe költözött, hogy a Királyi Iparművészeti Múzeum iskolájában (Kunstgewerbeschule) tanuljon tovább. 1890-ben római tanulmányi ösztöndíjjal Moritz Meurer iparművész diákjaként tanult. Több más diákkal együtt különböző növényfajokról készített öntvényeket és fényképeket Rómában és környékén. A munkát 1896-ig folytatta Meurerrel, Olaszországon túl Észak-Afrikába és Görögországba is utazott különféle növénypéldányokat gyűjteni. 1898-tól oktatott formatervezést a Királyi Iparművészeti Múzeum iskolájában, 1930-ban emeritus professzor címet kapott. Az iskolában létrehozott egy növényfotó-archívumot, amivel a diákok számára ismertette a természetben fellelhető változatos formákat és mintákat.

## Munkássága
Blossfeldt nem volt hivatásos, képzett fényképész. Saját építésű fényképezőgépet használt, amelyet olyan objektívekkel szerelt fel, mely képes volt a növények természetes méretének akár harmincszoros nagyítását ábrázolni. A nagyítás rendkívül részletgazdag és tiszta képeket eredményezett. A növényeket eredeti környezetükből kiragadva, olykor preparálva, egynemű háttér előtt, szórt fényeket használva ábrázolta, letisztult, geometrikus kompozíciókat hozott létre.
Bár Blossfeldt egy botanikus precizitásával, tudományos és pedagógiai céllal fényképezte a természeti világot, akaratlanul is modern művész lett. Munkássága az 1920-as években kibontakozó Új Tárgyiasság (Neue Sachlichkeit) avantgárd irányzat fotóművészeti előfutárának tekinthető. Már a hatvanas éveiben járt 1926-ban, amikor megrendezték első fotókiállítását a berlini avantgárd Galerie Nierendorfban. A kiállított műveket a nagy hatású A művészet ősformái (Urformen der Kunst) című fotókönyvben jelentették meg először 1928-ban. Munkája központi elemként szerepelt olyan fontos kiállításokon, mint a Modern Művészeti Múzeumában rendezett Fotografie der Gegenwart és a Film und Foto, tárlaton 1929-ben.

## Könyvei
- Urformen der Kunst (A művészet ősformái), 1928
- Wundergarten der Natur, 1932
- Wunder in der Natur, 1942

## Külső hivatkozások
- http://www.fotomuveszet.net/korabbi_szamok/200212/karl_blossfeldt_kiallitasa_krems
- https://artsandculture.google.com/entity/karl-blossfeldt/m03n0pf
- http://www.artnet.com/artists/karl-blossfeldt/